# Liste der Lieder von Reinhard Mey
Diese Liste umfasst Lieder, die Reinhard Mey selbst veröffentlicht hat, und Mey-Lieder anderer Interpreten.
| Titel | Komponist/Texter                                                    | Jahr | Medium |
| --- | ------------------------------------------------------------------- | ---- | --- |
| 25 00 30 Fred Kasulzke protestazki auch: Die Ballade vom sozialen Aufstieg des Fleischermeisters Fred Kasulzke                | Mey                                                                 | 1966 | 25 00 30 Fred Kasulzke protestazki (EP)                                                                                           |
| 3. Oktober ’91 | Mey                                                                 | 1992 | Alles geht! |
| 50! Was, jetzt schon? | Mey                                                                 | 1992 | Alles geht! |
| 51er Kapitän | Mey                                                                 | 1994 | immer weiter |
| 71 1/2 | Mey                                                                 | 1971 | Ich bin aus jenem Holze |
| A bas les armes! (frz. Version von Die Waffen nieder)                                                                         | Mey                                                                 | 2005 | Frédérik Mey Volume 7 – Douce France                                                                                              |
| Ab heut’ und ab hier | Mey                                                                 | 1979 | Keine ruhige Minute |
| Abend | Johannes Conen / Selma Meerbaum-Eisinger                            | 2015 | Lieder von Freunden |
| Abends an deinem Bett | Mey                                                                 | 1981 | Freundliche Gesichter |
| Aber deine Ruhe findest du trotz alledem nicht mehr                                                                           | Mey                                                                 | 1973 | Aber deine Ruhe findest du trotz alledem nicht mehr (Single)                                                                      |
| Aber heute | Mey                                                                 | 2002 | Rüm Hart |
| Aber zu Haus’ kann ich nur in Berlin sein                                                                                     | Mey                                                                 | 1986 | Alleingang |
| Abgesang | Mey                                                                 | 1966 | Die drei Musketiere (EP) |
| Abscheuliches Lied für abscheuliche Leute, auch: Im Warenhaus                                                                 | Mey                                                                 | 1967 | Ich wollte wie Orpheus singen |
| Abschied | Mey                                                                 | 1981 | Freundliche Gesichter |
| Ade nun zur guten Nacht | Volkslied                                                           | 1991 | Mit Lust und Liebe (Live-Album)                                                                                                   |
| All die sturmfesten Himmelhunde                                                                                               | Mey                                                                 | 1981 | Freundliche Gesichter |
| All’ meine Wege | Mey                                                                 | 1977 | Menschenjunges |
| Alle rennen | Mey                                                                 | 1996 | Leuchtfeuer |
| Alle Soldaten woll’n nach Haus                                                                                                | Mey                                                                 | 1990 | Farben |
| Allein | Mey                                                                 | 1990 | Farben |
| Alleinflug | Mey                                                                 | 1980 | Jahreszeiten |
| Aller guten Dinge sind drei                                                                                                   | Mey                                                                 | 1988 | Balladen |
| Alles ist gut | Mey                                                                 | 1978 | Daddy Blue (Single) |
| Alles ist so schön verpackt                                                                                                   | Mey                                                                 | 1984 | Frohe Weihnacht (Single) |
| Alles komt, zoals ’t komen moet (niederl. Version von Die Zeit des Gauklers ist vorbei)                                       | Mey / Mey, Karel H. Hille (nl. Text)                                | 1976 | Er zijn dagen… |
| Alles O.K. in Guantanamo Bay                                                                                                  | Mey                                                                 | 2004 | Nanga Parbat |
| Alles, was ich habe | Mey / Mey, Leon Silvers                                             | 1972 | Mein achtel Lorbeerblatt |
| Als de dag van toen (niederl. Version von Wie vor Jahr und Tag)                                                               | Mey / Mey, Karel H. Hille (nl. Text)                                | 1975 | Als de dag van toen |
| Alter Freund | Mey                                                                 | 2013 | dann mach’s gut |
| Altes Kind | Mey                                                                 | 1996 | Leuchtfeuer |
| Amis, levons nos verres (frz. Version von Freunde, lasst uns trinken)                                                         | Mey                                                                 | 1982 | Frédérik Mey Volume 6 |
| An meine alte Jacke | Mey                                                                 | 1983 | Die Zwölfte |
| An meinen Bleistift | Mey                                                                 | 2020 | Das Haus an der Ampel |
| An meinen schlafenden Hund | Mey                                                                 | 1977 | Menschenjunges |
| An Vater (Baker, Baker), bei Gundermann: Vater                                                                                | Tori Amos / Amos, Gerhard Gundermann (dt. Text)                     | 2015 | Lieder von Freunden (Auf Deutsch zuerst gesungen von Gundermann auf seinem Album Engel über dem Revier (1997))                    |
| Ankomme Freitag, den 13. | Mey                                                                 | 1969 | Ankomme Freitag, den 13. |
| Anna-Luise, auch bekannt als: Wenn die Igel in der Abendstunde                                                                | Hanns Eisler / Theobald Tiger                                       | 1985 | Fernsehaufzeichnung (auf YouTube zu finden)                                                                                       |
| Annabelle (frz. Version von Annabelle, ach Annabelle)                                                                         | Mey                                                                 | 1974 | Frédérik Mey Volume 3 |
| Annabelle, ach Annabelle | Mey                                                                 | 1972 | Mein achtel Lorbeerblatt |
| Anspruchsvoll | Mey                                                                 | 1983 | Die Zwölfte |
| Antje | Mey                                                                 | 2010 | Mairegen |
| Anytime, any Place, Anywhere (engl. Version von Irgendwann, irgendwo)                                                         | Mey / Mey, Vic Smith (engl. Text)                                   | 1970 | One Vote for Tomorrow |
| Approche ton fauteuil du mien (frz. Version von Lied zur Nacht)                                                               | Mey                                                                 | 1968 | Frédérik Mey Volume 1 |
| Après tant de temps (frz. Version von Wie vor Jahr und Tag)                                                                   | Mey                                                                 | 1974 | Frédérik Mey Volume 3 |
| Arriverai Vendredi 13 (frz. Version von Ankomme Freitag, den 13.)                                                             | Mey                                                                 | 1972 | Frédérik Mey Volume 2 |
| Asche und Glut | Mey                                                                 | 1986 | Alleingang |
| Atze Lehmann | Mey                                                                 | 1975 | Ikarus |
| Au-dessus des nuages (frz. Version von Über den Wolken)                                                                       | Mey                                                                 | 1974 | Frédérik Mey Volume 3 |
| Auf eines bunten Vogels Schwingen                                                                                             | Mey                                                                 | 1983 | Die Zwölfte |
| Auf meinem Tisch ein weißer Bogen                                                                                             | Udo Jürgens / Mey                                                   | 1970 | Gesungen von Jürgens auf seinem Album Udo ’71 (Keine Aufnahme von Mey bekannt)                                                    |
| Aus meinem Tagebuch | Mey                                                                 | 1970 | Aus meinem Tagebuch |
| À mon chien endormi (frz. Version von An meinen schlafenden Hund)                                                             | Mey                                                                 | 1979 | Frédérik Mey Volume 5 |
| Ballade der guten Lehre an die, die ein so schlechtes Leben führen, siehe: Mädchen in den Schänken                            | Mey / François Villon, Martin Löpelmann (dt. Text)                  | 1966 | 25 00 30 Fred Kasulzke protestazki (EP)                                                                                           |
| Bauer, ich bitt’ euch | Mey / Théodore Botrel, Georg Schneider (dt. Text)                   | 1966 | 25 00 30 Fred Kasulzke protestazki (EP)                                                                                           |
| Beef und Lobster | Mey                                                                 | 2024 | Nach Haus |
| Begegnung | Hannes Wader / Wader                                                | 1967 | Ich wollte wie Orpheus singen |
| Bei Hempels unterm Bett | Mey                                                                 | 1988 | Balladen |
| Bei Ilse und Willi auf’m Land                                                                                                 | Mey                                                                 | 1980 | Jahreszeiten |
| Beim Blättern in den Bildern meiner Kindheit                                                                                  | Mey                                                                 | 1980 | Jahreszeiten |
| Berlin tut weh | Mey                                                                 | 1986 | Alleingang |
| Bevor ich mit den Wölfen heule                                                                                                | Mey                                                                 | 1972 | Mein achtel Lorbeerblatt |
| Bist du ein Schwindler, siehe: Mädchen in den Schänken                                                                        | Mey / François Villon, Martin Löpelmann (dt. Text)                  | 1966 | 25 00 30 Fred Kasulzke protestazki (EP)                                                                                           |
| Bitte gib mir Feuer, bei Roski: Gib mir Feuer, heiße Frau                                                                     | Ulrich Roski / Roski                                                | 2015 | Lieder von Freunden |
| Black and White 1945 (mit Matthew Pearn)                                                                                      | Ross Brown, Mike Silver / Brown                                     | 2024 | Nach Haus |
| Bleib bei mir | Mey                                                                 | 2020 | Das Haus an der Ampel |
| Bonsoir mes amis (frz. Version von Gute Nacht, Freunde)                                                                       | Mey                                                                 | 1972 | Frédérik Mey Volume 2 |
| Boven de wolken (niederl. Version von Über den Wolken)                                                                        | Mey / Mey, Mark (nl. Text)                                          | 1976 | Er zijn dagen… |
| Bruder Klaus, auch: Lied für Klaus                                                                                            | Mey                                                                 | 2011 | Auf Klaus Hoffmanns Album Mit Freunden                                                                                            |
| Bunter Hund | Mey                                                                 | 2007 | Bunter Hund |
| C’était une bonne année, je crois (frz. Version von Ich denk’, es war ein gutes Jahr)                                         | Mey                                                                 | 1968 | Frédérik Mey Volume 1 |
| Cantus 19 B | Mey                                                                 | 1971 | Ich bin aus jenem Holze |
| Catherine | Jack Grunsky / Mey                                                  | 1970 | Gesungen von André Heller auf seinem Album Nr. 1 (Keine Aufnahme von Mey bekannt)                                                 |
| Chaque jour d’avantage (frz. Version von Immer mehr)                                                                          | Mey                                                                 | 2005 | Frédérik Mey Volume 7 – Douce France                                                                                              |
| Charlotte | Mey                                                                 | 1981 | Freundliche Gesichter |
| Chet | Mey                                                                 | 2000 | Einhandsegler |
| Chez Jeannette et Martin (frz. Version von Bei Ilse und Willi auf’m Land)                                                     | Mey                                                                 | 1982 | Frédérik Mey Volume 6 |
| Christine | Mey                                                                 | 1968 | Frédérik Mey Volume 1 (Eines der wenigen Lieder Meys, von dem es nur eine französische Fassung gibt)                              |
| Claire (frz. Version von Charlotte)                                                                                           | Mey                                                                 | 1982 | Frédérik Mey Volume 6 |
| Computer Crazy (engl. Version von Klagelied eines sentimentalen Programmierers)                                               | Mey / Mey, Vic Smith (engl. Text)                                   | 1970 | One Vote for Tomorrow |
| Daddy Blue | Mey                                                                 | 1978 | Daddy Blue (Single) |
| Daddy Blue (frz. Version) | Mey                                                                 | 1979 | Frédérik Mey Volume 5 |
| Danke, liebe gute Fee | Mey                                                                 | 2007 | Bunter Hund |
| Dann mach’s gut | Mey                                                                 | 2013 | dann mach’s gut |
| Dans mon jardin (frz. Version von In meinem Garten)                                                                           | Mey                                                                 | 1972 | Frédérik Mey Volume 2 |
| Das alles war ich ohne dich                                                                                                   | Mey                                                                 | 1966 | Rouge ou noir (Single) |
| Das alte Fahrrad | Manfred Maurenbrecher / Bov Bjerg                                   | 2010 | Auf dem Manfred-Maurenbrecher-Tributealbum Maurenbrecher für alle                                                                 |
| Das Butterbrot | Mey                                                                 | 2010 | Mairegen |
| Das Canapé, siehe: Mein Kanapee                                                                                               | Mey / unbekannter Autor                                             | 1966 | Die drei Musketiere (EP) |
| Das erste Mal | Mey                                                                 | 2010 | Mairegen |
| Das Etikett | Mey                                                                 | 1992 | Alles geht! |
| Das Foto vor mir auf dem Tisch                                                                                                | Mey                                                                 | 1986 | Alleingang |
| Das Geheimnis im Hefeteig, oder Der Schuss im Backofen                                                                        | Mey                                                                 | 1971 | Ich bin aus jenem Holze |
| Das Handbuch | Mey                                                                 | 2006 | Ich kann (Live-Album) |
| Das Haus an der Ampel | Mey                                                                 | 2020 | Das Haus an der Ampel |
| Das Leben ist … | Mey                                                                 | 1981 | Freundliche Gesichter |
| Das letzte Abenteuer | Mey                                                                 | 1988 | Balladen |
| Das Lied von der Spieluhr | Mey                                                                 | 1970 | Aus meinem Tagebuch |
| Das Lied von der Straßenbahn                                                                                                  | Udo Unger / Walther Richter                                         | 1967 | Ich wollte wie Orpheus singen |
| Das Lied von der Zeitung | Mey / Walther Richter                                               | 1967 | Ich wollte wie Orpheus singen |
| Das Meer | Mey                                                                 | 1988 | Balladen |
| Das Narrenschiff | Mey                                                                 | 1998 | Flaschenpost |
| Das Raunen in den Bäumen | Mey                                                                 | 2024 | Nach Haus |
| Das Sauwetterlied | Mey                                                                 | 1992 | Alles geht! |
| Das Taschentuch | Mey                                                                 | 2013 | dann mach’s gut |
| Das wahre Leben | Mey                                                                 | 2000 | Einhandsegler |
| Das war ein guter Tag | Mey                                                                 | 2000 | Einhandsegler |
| De bekentenis (niederl. Version von In Tyrannis)                                                                              | Mey / Mey, Karel H. Hille (nl. Text)                                | 1976 | Er zijn dagen… |
| De oude beer is dood (niederl. Version von Der alte Bär ist tot und sein Käfig leer)                                          | Mey / Mey, T. Crousaz (nl. Text)                                    | 1976 | Er zijn dagen… |
| Deine Zettel | Mey                                                                 | 1998 | Flaschenpost |
| Der alte Bär ist tot und sein Käfig leer                                                                                      | Mey                                                                 | 1974 | Wie vor Jahr und Tag |
| Der Bär, der ein Bär bleiben wollte                                                                                           | Mey                                                                 | 1977 | Menschenjunges |
| Der Biker | Mey                                                                 | 1998 | Flaschenpost |
| Der braune Cognacsee | Mey / François Villon, Carl Zuckmayer (dt. Text)                    | 1975 | Chanson & Folk Supersession, Volume 1 (Compilation)                                                                               |
| Der Bruder | Mey                                                                 | 1998 | Flaschenpost |
| Der Fischer und der Boss | Mey                                                                 | 2007 | Bunter Hund |
| Der irrende Narr | Mey                                                                 | 1971 | Ich bin aus jenem Holze |
| Der kleine Wiesel | Mey                                                                 | 2002 | Rüm Hart |
| Der Landgebräucher, siehe: Der Mann, der seine Hecke schor                                                                    | Mey / Georg von der Vring                                           | 1975 | Chanson & Folk Supersession, Volume 1 (Compilation)                                                                               |
| Der Mann am Fenster | PUR / Mey                                                           | 1993 | Gesungen von PUR auf ihrem Album Seiltänzertraum (Keine Aufnahme von Mey bekannt)                                                 |
| Der Mann, der seine Hecke schor, auch: Der Landgebräucher                                                                     | Mey / Georg von der Vring                                           | 1975 | Chanson & Folk Supersession, Volume 1 (Compilation)                                                                               |
| Der Marder | Mey                                                                 | 2000 | Einhandsegler |
| Der Mörder ist immer der Gärtner                                                                                              | Mey                                                                 | 1971 | Ich bin aus jenem Holze |
| Der Nasenmann | Mey                                                                 | 1998 | Flaschenpost |
| Der Schuttabladeplatz der Zeit siehe: Schuttabladeplatz der Zeit                                                              | Mey                                                                 | 1966 | Die drei Musketiere (EP) |
| Der Überzieher | Otto Reutter / Reutter                                              | 1985 | Fernsehaufzeichnung (auf YouTube zu finden)                                                                                       |
| Der unendliche Tango der deutschen Rechtschreibung                                                                            | Mey                                                                 | 1994 | immer weiter |
| Der Vater und das Kind | Mey                                                                 | 2020 | Das Haus an der Ampel |
| Der Weg zurück (Pèlerinage pour un amour)                                                                                     | Bernard Ischer / Ischer, Frank Zieboltz (dt. Text)                  | 1968 | Ich hab’ nur dich gekannt (Single)                                                                                                |
| Des Kaisers neue Kleider | Mey                                                                 | 1980 | Jahreszeiten |
| Deux kangourous devant la véranda (frz. Version von Zwei Hühner auf dem Weg nach vorgestern)                                  | Mey                                                                 | 1976 | Frédérik Mey Volume 4 |
| Dédé Slovinski (frz. Version von Atze Lehmann)                                                                                | Mey                                                                 | 1976 | Frédérik Mey Volume 4 |
| Die 12 Weihnachtstage (The Twelve Days of Christmas)                                                                          | trad. englisches Weihnachtslied, Mey (dt. Text)                     | 1998 | Die 12 Weihnachtstage (Single) |
| Die Abendpantolette | Mey                                                                 | 2009 | Danke, liebe gute Fee (Live-Album)                                                                                                |
| Die Ballade vom Pfeifer | Mey                                                                 | 1970 | Aus meinem Tagebuch |
| Die Ballade vom sozialen Aufstieg des Fleischermeisters Fred Kasulzke, siehe: 25 00 30 Fred Kasulzke protestazki              | Mey                                                                 | 1966 | 25 00 30 Fred Kasulzke protestazki (EP)                                                                                           |
| Die Blitzlichter machen uns zu Idioten                                                                                        | Mey                                                                 | 2002 | Rüm Hart |
| Die Body-Building-Ballade | Mey                                                                 | 1988 | Balladen |
| Die drei Musketiere | Mey                                                                 | 1966 | Die drei Musketiere (EP) |
| Die Eisenbahnballade | Mey                                                                 | 1988 | Balladen |
| Die erste Stunde | Mey                                                                 | 1983 | Die Zwölfte |
| Die Geschichte vom verlorenen und wiedergefundenen Lebensmut, oder Herrn Neyers süßes Geheimnis                               | Mey                                                                 | 1972 | Gesungen von Hana Hegerová auf ihrem Album So geht es auf der Welt zu (Keine Aufnahme von Mey bekannt)                            |
| Die heiße Schlacht am kalten Büffet                                                                                           | Mey                                                                 | 1972 | Mein achtel Lorbeerblatt |
| Die Homestory | Mey                                                                 | 1975 | Ikarus |
| Die Kinder von Izieu | Mey                                                                 | 1994 | immer weiter |
| Die Kinderhosenballade | Mey                                                                 | 1990 | Farben |
| Die Legende von den Liebenden                                                                                                 | Mey                                                                 | 2024 | Nach Haus |
| Die Mauern meiner Zeit | Mey                                                                 | 1988 | Balladen |
| Die Schuhe | Mey                                                                 | 1986 | Alleingang |
| Die Waffen nieder | Mey                                                                 | 2004 | Nanga Parbat |
| Die Würde des Schweins ist unantastbar!                                                                                       | Mey                                                                 | 1992 | Alles geht! |
| Die Zeit des Gauklers ist vorbei                                                                                              | Mey                                                                 | 1974 | Wie vor Jahr und Tag |
| Dieter Malinek, Ulla und ich                                                                                                  | Mey                                                                 | 1979 | Keine ruhige Minute |
| Diplomatenjacht (niederl. Version von Diplomatenjagd)                                                                         | Mey / Mey, Klaas Thomassen (nl. Text)                               | 1976 | Er zijn dagen… |
| Diplomatenjagd | Mey                                                                 | 1969 | Ankomme Freitag, den 13. |
| Doktor Berenthal kommt | Mey                                                                 | 2000 | Einhandsegler |
| Douce France | Mey                                                                 | 2004 | Nanga Parbat |
| Dr. Brand | Mey                                                                 | 2016 | Mr. Lee |
| Dr. Nahtlos, Dr. Sägeberg und Dr. Hein                                                                                        | Mey                                                                 | 1979 | Keine ruhige Minute |
| Drachenblut | Mey                                                                 | 2010 | Mairegen |
| Drei Jahre und ein Tag | Mey                                                                 | 2007 | Bunter Hund |
| Drei Kisten Kindheit | Mey                                                                 | 2007 | Bunter Hund |
| Drei Lilien | Volkslied                                                           | 1965 | Geh und fang den Wind (Single) (Veröffentlicht unter dem Pseudonym Rainer May)                                                    |
| Drei Stühle | Mey                                                                 | 1996 | Leuchtfeuer |
| Du bist die Stille | Mey                                                                 | 1975 | Ikarus |
| Du bist ein Riese, Max! | Mey                                                                 | 1992 | Alles geht! |
| Du bist nicht allein | Heiner Lürig / Heinz Rudolf Kunze                                   | 2015 | Lieder von Freunden |
| Du hast mich getragen | Mey                                                                 | 2024 | Nach Haus |
| Du hast mir schon Fragen gestellt                                                                                             | Mey                                                                 | 1983 | Die Zwölfte |
| Du kannst fliegen | Mey                                                                 | 2024 | Nach Haus |
| Du meine Freundin | Mey                                                                 | 1970 | Aus meinem Tagebuch |
| Du mußt wahnsinnig sein | Mey                                                                 | 1986 | Alleingang |
| Dunkler Rum | Mey                                                                 | 1992 | Alles geht! |
| Eh’ meine Stunde schlägt | Mey                                                                 | 1977 | Menschenjunges |
| Ein Antrag auf Erteilung eines Antragformulars                                                                                | Mey                                                                 | 1977 | Menschenjunges |
| Ein Krug aus Stein (dt. Version von Une cruche en pierre)                                                                     | Mey                                                                 | 1970 | In meinem Zimmer fällt leis’ der Regen (Single) (Die französische Fassung ist das Original)                                       |
| Ein Stück Musik von Hand gemacht                                                                                              | Mey                                                                 | 1986 | Alleingang |
| Ein Tag | Mey                                                                 | 1969 | Ankomme Freitag, den 13. |
| Ein und Alles | Mey                                                                 | 1996 | Leuchtfeuer |
| Eine Art von Serenade | Udo Jürgens / Mey                                                   | 1970 | Gesungen von Jürgens auf seinem Album Udo ’71 (Eine gemeinsame Liveaufnahme von Jürgens und Mey ist bei YouTube zu finden)        |
| Einen Koffer in jeder Hand | Mey                                                                 | 1975 | Ikarus |
| Einfach abhaun, einfach gehn                                                                                                  | Ina Deter / Jo Steinebach                                           | 1999 | Duett mit Ina Deter Einfach abhaun, einfach gehn (Single)                                                                         |
| Einhandsegler | Mey                                                                 | 2000 | Einhandsegler |
| Einmal im Jahr treffe ich mich mit Bodo Wartke in Banz                                                                        | Mey                                                                 | 2008 | Auf dem Musikfestival Songs an einem Sommerabend (Auf YouTube zu finden)                                                          |
| Elternabend | Mey                                                                 | 1992 | Alles geht! |
| Emily Anne | Colin Wilkie / Wilkie                                               | 2015 | Lieder von Freunden |
| En la noche de tus ojos, bei Manolo Escobar: Fue la noche de tus ojos                                                         | Ruiz Padilla & Roca y Escolies                                      | 2008 | Die Burg Waldeck Festivals 1964-1969, CD 1 (Compilation) (live aufgenommen 1964)                                                  |
| Encore combien de temps | Mey                                                                 | 1968 | Frédérik Mey Volume 1 (Eines der wenigen Lieder Meys, von dem es nur eine französische Fassung gibt)                              |
| Epistel 35: Brüder, es zieht ein Geruch übers Land (Epistel 35: Bröderna fara väl vilse ibland)                               | Carl Michael Bellman / Bellman, Hein Hoop & Hannes Wader (dt. Text) | 1996 | Auf Hannes Waders Album Liebe, Schnaps, Tod – Wader singt Bellman                                                                 |
| Erbarme Dich | Mey                                                                 | 2000 | Einhandsegler |
| Erinnerungen | Mey                                                                 | 1979 | Keine ruhige Minute |
| … es bleibt eine Narbe zurück                                                                                                 | Mey                                                                 | 1975 | Ikarus |
| Es gibt keine Maikäfer mehr                                                                                                   | Mey                                                                 | 1974 | Wie vor Jahr und Tag |
| Es gibt Tage, da wünscht’ ich, ich wär’ mein Hund                                                                             | Mey                                                                 | 1975 | Ikarus |
| Es ist an der Zeit (No Man’s Land, auch The Green Fields of France)                                                           | Eric Bogle / Bogle, Hannes Wader (dt. Text)                         | 2013 | dann mach’s gut |
| Es ist doch ein friedlicher Ort                                                                                               | Mey                                                                 | 1985 | Hergestellt in Berlin |
| Es ist immer zu spät | Mey                                                                 | 1998 | Flaschenpost |
| Es ist Weihnachtstag | Mey                                                                 | 1986 | Alleingang |
| Es schneit in meinen Gedanken                                                                                                 | Mey                                                                 | 1975 | Ikarus |
| Evening Song (engl. Version von Lied zur Nacht)                                                                               | Mey / Mey, W. David Elliott (engl. Text)                            | 1970 | One Vote for Tomorrow |
| Fahr dein Schiffchen durch ein Meer von Kerzen                                                                                | Mey                                                                 | 2013 | dann mach’s gut |
| Fast ein Liebeslied | Mey                                                                 | 1967 | Ich wollte wie Orpheus singen |
| Faust in der Hand | Mey                                                                 | 2002 | Rüm Hart |
| Fernsehwerbungsblues (Neuer Text zu Rundfunkwerbungsblues)                                                                    | Mey                                                                 | 1998 | Lampenfieber (Live-Album) |
| Ficus Benjamini | Mey                                                                 | 2010 | Mairegen |
| Flaschenpost | Mey                                                                 | 1998 | Flaschenpost |
| Fragen | Thomas Lotz / Erwin Grosche                                         | 1996 | 1-2-3-4 Zähneputzen |
| Frau Pohl, auch: Trilogie auf Frau Pohl: Hymne auf Frau Pohl / Gespräch mit Frau Pohl / Aussöhnung mit Frau Pohl              | Mey                                                                 | 1966 | 25 00 30 Fred Kasulzke protestazki (EP)                                                                                           |
| Frei | Mey                                                                 | 2002 | Rüm Hart |
| Freunde, laßt uns trinken | Mey                                                                 | 1980 | Jahreszeiten |
| Freundliche Gesichter | Mey                                                                 | 1981 | Freundliche Gesichter |
| Friday the 13th (engl. Version von Ankomme Freitag, den 13.)                                                                  | Mey / Mey, W. David Elliott (engl. Text)                            | 1970 | One Vote for Tomorrow |
| Frieden | Mey                                                                 | 1994 | immer weiter |
| Friedhof | Mey                                                                 | 2004 | Nanga Parbat |
| Friedrichstraße | Mey                                                                 | 2007 | Bunter Hund |
| Frohe Weihnacht | Mey                                                                 | 1984 | Frohe Weihnacht (Single) |
| Frühling in der Großstadt | Udo Unger / Walther Richter                                         | 1967 | Ich wollte wie Orpheus singen |
| Frühlingslied | Mey                                                                 | 1985 | Hergestellt in Berlin |
| Füchschen | Mey                                                                 | 1998 | Flaschenpost |
| Fünf Gartennelken | Mey                                                                 | 1988 | Balladen |
| Für Inge | Mey                                                                 | 1995 | Fernsehshow zum 85. Geburtstag von Inge Meysel (auf YouTube zu finden)                                                            |
| Gaspard (frz. Version von Kaspar)                                                                                             | Mey                                                                 | 1974 | Frédérik Mey Volume 3 |
| Gegen den Wind | Mey                                                                 | 2010 | Mairegen |
| Geh und fang den Wind (Catch the Wind)                                                                                        | Donovan Leitch / Donovan, Joe Menke (dt. Text)                      | 1965 | Geh und fang den Wind (Single) (Veröffentlicht unter dem Pseudonym Rainer May)                                                    |
| Gerhard und Frank | Mey                                                                 | 2020 | Das Haus an der Ampel |
| Gernegroß | Mey                                                                 | 2002 | Rüm Hart |
| Gib einem Kind deine Hand (Prendre un enfant)                                                                                 | Yves Duteil / Duteil, Mey (dt. Text)                                | 1986 | Gesungen von Nana Mouskouri auf ihrem Album Kleine Wahrheiten (Keine Aufnahme von Mey bekannt)                                    |
| Gib mir Musik! | Mey                                                                 | 1996 | Leuchtfeuer |
| Glück ist, wenn du Freunde hast                                                                                               | Mey                                                                 | 2020 | Das Haus an der Ampel |
| Goede nacht vrienden (niederl. Version von Gute Nacht, Freunde)                                                               | Mey / Mey, Karel H. Hille (nl. Text)                                | 1975 | Als de dag van toen |
| Golf November | Mey                                                                 | 1990 | Farben |
| Grenze | Mey                                                                 | 1992 | Alles geht! |
| Gretel und Kasperle, Großmutter, Wachtmeister und Krokodil                                                                    | Mey                                                                 | 1986 | Alleingang |
| Große Schwester | Mey                                                                 | 2007 | Bunter Hund |
| Großstadt 8 Uhr früh | Udo Unger / Walther Richter                                         | 1967 | Ich wollte wie Orpheus singen |
| Grüß dich Gestern | Mey                                                                 | 1970 | Aus meinem Tagebuch |
| Gute Kühe kommen in den Himmel                                                                                                | Mey                                                                 | 2013 | dann mach’s gut |
| Gute Nacht, Freunde | Mey (unter dem Pseudonym Alfons Yondrascheck)                       | 1972 | Mein achtel Lorbeerblatt (Zuerst gesungen von Inga & Wolf im deutschen Vorentscheid des Eurovision Song Contest 1972)             |
| Gute Seele | Mey                                                                 | 2010 | Mairegen |
| Hab Dank für deine Zeit | Mey                                                                 | 1988 | Balladen |
| Hab Erdöl im Garten | Mey                                                                 | 1975 | Ikarus |
| Häng dein Herz nicht an einen Hund                                                                                            | Mey                                                                 | 2020 | Das Haus an der Ampel |
| Happy Birthday to Me | Mey                                                                 | 1979 | Keine ruhige Minute |
| Hasengebet | Mey                                                                 | 1994 | immer weiter |
| Hauptbahnhof Hamm | Mey                                                                 | 1967 | Ich wollte wie Orpheus singen |
| Heimatlos | Mey                                                                 | 2000 | Einhandsegler |
| Heimkehr | Mey                                                                 | 1969 | Ankomme Freitag, den 13. |
| Heimweh nach Berlin | Mey                                                                 | 2016 | Mr. Lee |
| Herbstgewitter über Dächern                                                                                                   | Mey                                                                 | 1972 | Mein achtel Lorbeerblatt |
| Herr Fellmann, Bonsai und ich                                                                                                 | Mey                                                                 | 2016 | Mr. Lee |
| Heureux qui comme Ulysse (frz. Version von Wem Gott die rechte Gunst erweisen will)                                           | Mey                                                                 | 1979 | Frédérik Mey Volume 5 |
| Heute noch | Mey                                                                 | 1969 | Ankomme Freitag, den 13. |
| Hilf mir | Mey                                                                 | 1983 | Die Zwölfte |
| Hipp hipp Hurra | Mey                                                                 | 1998 | Flaschenpost |
| Home Story (frz. Version von Die Homestory)                                                                                   | Mey                                                                 | 1976 | Frédérik Mey Volume 4 |
| Hörst du, wie die Gläser klingen                                                                                              | Mey                                                                 | 2016 | Mr. Lee |
| Hotel zum ewigen Gang der Gezeiten                                                                                            | Mey                                                                 | 2020 | Das Haus an der Ampel |
| Hundgebet | Mey                                                                 | 2004 | Nanga Parbat |
| Icare (frz. Version von Ikarus)                                                                                               | Mey                                                                 | 1979 | Frédérik Mey Volume 4 |
| Ich bin! | Mey                                                                 | 1998 | Lampenfieber (Live-Album) |
| Ich bin aus jenem Holze geschnitzt                                                                                            | Mey                                                                 | 1971 | Ich bin aus jenem Holze |
| Ich bin Klempner von Beruf | Mey                                                                 | 1974 | Wie vor Jahr und Tag |
| Ich bin verliebt in meine Sekretärin                                                                                          | Mey                                                                 | 2007 | Bunter Hund |
| Ich brauche einen Sommelier                                                                                                   | Mey                                                                 | 2007 | Bunter Hund |
| Ich bring’ dich durch die Nacht                                                                                               | Mey                                                                 | 2000 | Einhandsegler |
| Ich denk’ es war ein gutes Jahr                                                                                               | Mey                                                                 | 1967 | Ich wollte wie Orpheus singen |
| Ich frag’ mich seit ’ner Weile schon                                                                                          | Mey                                                                 | 1981 | Freundliche Gesichter |
| Ich gehör’ dir (Je t’appartiens)                                                                                              | Gilbert Bécaud / Pierre Delanoë, Mey (dt. Text)                     | 1971 | Gesungen von Bécaud auf seinem Album Bécaud singt Deutsch (Keine Aufnahme von Mey bekannt)                                        |
| Ich glaube nicht | Mey                                                                 | 2004 | Nanga Parbat |
| Ich glaube, so ist sie | Mey                                                                 | 1971 | Ich bin aus jenem Holze |
| Ich grüße … | Mey                                                                 | 1985 | Hergestellt in Berlin |
| Ich hab’ meine Rostlaube tiefergelegt                                                                                         | Mey                                                                 | 1990 | Farben |
| Ich hab’ nur dich gekannt | Mey                                                                 | 1968 | Ich hab’ nur dich gekannt (Single)                                                                                                |
| Ich habe nie mehr Langeweile                                                                                                  | Mey                                                                 | 1983 | Die Zwölfte |
| Ich hasse Musik | Mey                                                                 | 1985 | Hergestellt in Berlin |
| Ich kann! | Mey                                                                 | 2004 | Nanga Parbat |
| Ich liebe das Ende der Saison                                                                                                 | Mey                                                                 | 1992 | Alles geht! |
| Ich liebe dich | Mey                                                                 | 1992 | Alles geht! |
| Ich liebe es, unter Menschen zu sein                                                                                          | Mey                                                                 | 2020 | Das Haus an der Ampel |
| Ich liebe meine Küche | Mey                                                                 | 1994 | immer weiter |
| Ich liege bei dir | Mey                                                                 | 2004 | Nanga Parbat |
| Ich möchte! | Mey                                                                 | 1994 | immer weiter |
| Ich singe um mein Leben | Mey                                                                 | 2002 | Rüm Hart |
| Ich trag’ den Staub von deinen Straßen                                                                                        | Mey                                                                 | 1971 | Ich bin aus jenem Holze |
| Ich wollte immer ’mal nach Barbados                                                                                           | Mey                                                                 | 1985 | Hergestellt in Berlin |
| Ich wollte schon immer ein Mannequin sein                                                                                     | Mey                                                                 | 1972 | Mein achtel Lorbeerblatt |
| Ich wollte wie Orpheus singen                                                                                                 | Mey                                                                 | 1967 | Ich wollte wie Orpheus singen |
| Ich würde gern einmal in Dresden singen                                                                                       | Mey                                                                 | 1983 | Die Zwölfte |
| Ihr Lächeln | Mey                                                                 | 1977 | Menschenjunges |
| Ik wou zoals Orpheus zingen (niederl. Version von Ich wollte wie Orpheus singen)                                              | Mey / Mey, Karel H. Hille (nl. Text)                                | 1976 | Er zijn dagen… |
| Ikarus | Mey                                                                 | 1975 | Ikarus |
| Ikarus (niederl. Version) | Mey / Mey, Karel H. Hille (nl. Text)                                | 1976 | Er zijn dagen… |
| Il me suffit de ton amour (frz. Version von Das alles war ich ohne dich)                                                      | Mey                                                                 | 1968 | Frédérik Mey Volume 1 |
| Il neige au fond de mon âme (frz. Version von Es schneit in meinen Gedanken)                                                  | Mey                                                                 | 1976 | Frédérik Mey Volume 4 |
| Il n’y a plus de hannetons (frz. Version von Es gibt keine Maikäfer mehr)                                                     | Mey                                                                 | 1974 | Frédérik Mey Volume 3 |
| I’ll Sing to You Like Orpheus (engl. Version von Ich wollte wie Orpheus singen)                                               | Mey / Mey, Vic Smith (engl. Text)                                   | 1970 | One Vote for Tomorrow |
| Im Berg | Mey                                                                 | 1983 | Die Zwölfte |
| Im Goldenen Hahn | Mey                                                                 | 2016 | Mr. Lee |
| Im Haus am Meer | Mey                                                                 | 2016 | Mr. Lee |
| Im Warenhaus, siehe: Abscheuliches Lied für abscheuliche Leute                                                                | Mey                                                                 | 1967 | Ich wollte wie Orpheus singen |
| Immer für dich da 1 | Heinz Rudolf Kunze / Kunze                                          | 2012 | Duett mit Kunze auf dessen Album Ich bin                                                                                          |
| Immer mehr | Mey                                                                 | 2002 | Rüm Hart |
| In diesem, unsrem Lande | Mey                                                                 | 1988 | Balladen |
| In Lucianos Restaurant | Mey                                                                 | 1990 | Farben |
| In meinem Garten | Mey                                                                 | 1970 | Aus meinem Tagebuch |
| In meinem Zimmer fällt leis’ der Regen (Sing with the Young Ones)                                                             | Phil Feliciotto / Feliciotto, Mey (dt. Text)                        | 1970 | In meinem Zimmer fällt leis’ der Regen (Single)                                                                                   |
| In meiner Stadt | Mey                                                                 | 1967 | Ich wollte wie Orpheus singen |
| In My Garden (engl. Version von In meinem Garten)                                                                             | Mey / Mey, Vic Smith (engl. Text)                                   | 1970 | One Vote for Tomorrow |
| In Tyrannis | Mey                                                                 | 1972 | Mein achtel Lorbeerblatt |
| In Wien | Mey                                                                 | 2020 | Das Haus an der Ampel |
| Irgendein Depp bohrt irgendwo …                                                                                               | Mey                                                                 | 1996 | Leuchtfeuer |
| Irgendein Depp mäht irgendwo immer (Neuer Text zu Irgendein Depp bohrt irgendwo …)                                            | Mey                                                                 | 2003 | Klaar kiming (Live-Album) |
| Irgendwann, irgendwo | Mey / Louis Rey                                                     | 1969 | Ankomme Freitag, den 13. |
| Ist mir das peinlich | Mey                                                                 | 1977 | Menschenjunges |
| J’aimerais bien être mon chien (frz. Version von Es gibt Tage, da wünscht' ich, ich wär mein Hund)                            | Mey                                                                 | 1976 | Frédérik Mey Volume 4 |
| J’aimerais tant (frz. Version von Manchmal wünscht' ich)                                                                      | Mey                                                                 | 1972 | Frédérik Mey Volume 2 |
| Jahr für Jahr | Mey                                                                 | 1983 | Die Zwölfte |
| Jahreszeiten | Mey                                                                 | 1980 | Jahreszeiten |
| Jalalabad | Jean-François Bernardini / Bernardini                               | 2015 | Lieder von Freunden |
| Jamais assez (frz. Version von Du, meine Freundin)                                                                            | Mey                                                                 | 1968 | Frédérik Mey Volume 1 |
| Je crois qu’elle est ainsi (frz. Version von Ich glaube, so ist sie)                                                          | Mey                                                                 | 1972 | Frédérik Mey Volume 2 |
| Je dirais j’ai tout vécu (frz. Version von Herbstgewitter über Dächern)                                                       | Mey                                                                 | 1972 | Frédérik Mey Volume 2 |
| Je n’ai connu que toi (frz. Version von Ich hab' nur dich gekannt)                                                            | Mey                                                                 | 1968 | Frédérik Mey Volume 1 |
| Je suis fait de ce bois (frz. Version von Ich bin aus jenem Holze geschnitzt)                                                 | Mey                                                                 | 1972 | Frédérik Mey Volume 2 |
| Je t’aime (frz. Version von Ich liebe dich)                                                                                   | Mey                                                                 | 2005 | Frédérik Mey Volume 7 – Douce France                                                                                              |
| Jean-Luc, Suzanne et moi (frz. Version von Dieter Malinek, Ulla und ich)                                                      | Mey                                                                 | 1982 | Frédérik Mey Volume 6 |
| Kai | Mey                                                                 | 2007 | Bunter Hund |
| Kaspar | Mey                                                                 | 1969 | Ankomme Freitag, den 13. |
| Kati und Sandy | Mey                                                                 | 1996 | Leuchtfeuer |
| Když někdo z vás (tschechische Version von Fast ein Liebeslied)                                                               | Mey / Mey, Pavel Kopta (tschech. Text)                              | 1977 | Gesungen von Hana Hegerová auf ihrem Album Lásko prokletá                                                                         |
| Keine ruhige Minute | Mey                                                                 | 1979 | Keine ruhige Minute |
| Kennst du die kleinen, nicht wirklich nützlichen Gegenstände?                                                                 | Mey                                                                 | 2004 | Nanga Parbat |
| Klagelied eines sentimentalen Programmierers                                                                                  | Mey                                                                 | 1969 | Ankomme Freitag, den 13. |
| Kleine Banditenballade | Schobert Schulz / Fritz Graßhoff                                    | 2008 | Die Burg Waldeck Festivals 1964-1969, CD 1 (Compilation) (live aufgenommen 1964)                                                  |
| Kleiner Kamerad | Mey                                                                 | 1980 | Jahreszeiten |
| Kleines Mädchen | Mey                                                                 | 1990 | Farben |
| Komm gieß mein Glas noch einmal ein                                                                                           | Mey                                                                 | 1970 | Aus meinem Tagebuch |
| Kurti | Mey                                                                 | 2000 | Einhandsegler |
| L’Assassin est toujours le jardinier (frz. Version von Der Mörder ist immer der Gärtner)                                      | Mey                                                                 | 1972 | Frédérik Mey Volume 2 |
| L’Étiquette (frz. Version von Das Etikett)                                                                                    | Mey                                                                 | 2005 | Frédérik Mey Volume 7 – Douce France                                                                                              |
| L’Ours qui voulait rester un ours (frz. Version von Der Bär, der ein Bär bleiben wollte)                                      | Mey                                                                 | 1979 | Frédérik Mey Volume 5 |
| La Blessure (frz. Version von Es bleibt eine Narbe zurück)                                                                    | Mey                                                                 | 1979 | Frédérik Mey Volume 4 |
| La Boîte à musique (frz. Version von Das Lied von der Spieluhr)                                                               | Mey                                                                 | 1972 | Frédérik Mey Volume 2 |
| La Chasse présidentielle (frz. Version von Diplomatenjagd)                                                                    | Mey                                                                 | 1976 | Frédérik Mey Volume 4 |
| La Fraise géante (frz. Version von Hab’ Erdöl im Garten)                                                                      | Mey                                                                 | 1976 | Frédérik Mey Volume 4 |
| Lagebericht | Mey                                                                 | 2024 | Nach Haus |
| La Mappemonde (frz. Version von Vertreterbesuch)                                                                              | Mey                                                                 | 1974 | Frédérik Mey Volume 3 |
| La Mort du pauvre homme (frz. Version von Abgesang)                                                                           | Mey                                                                 | 1968 | Frédérik Mey Volume 1 |
| La petite fille (frz. Version von Das Lied vom kleinen Mädchen)                                                               | Hannes Wader / Wader, Mey (franz. Text)                             | 1968 | Frédérik Mey Volume 1 |
| Längst geschlossen sind die Läden                                                                                             | Mey                                                                 | 1971 | Ich bin aus jenem Holze |
| Larissas Traum | Mey                                                                 | 2010 | Mairegen |
| Laß es heut’ noch nicht geschehen                                                                                             | Mey                                                                 | 1981 | Freundliche Gesichter |
| Lass Liebe auf uns regnen | Mey                                                                 | 2000 | Einhandsegler |
| Lass nun ruhig los das Ruder                                                                                                  | Mey                                                                 | 2013 | dann mach’s gut |
| Laßt sie reisen | Mey                                                                 | 1985 | Hergestellt in Berlin |
| Lavender’s blue (mit Victoria-Luise Mey)                                                                                      | Eliot Daniel / Larry Morey (Nach einem alten englischen Kinderlied) | 2016 | Mr. Lee |
| Le Déserteur | Harold B. Berg / Boris Vian                                         | 2015 | Lieder von Freunden |
| Le Formulaire (frz. Version von Einen Antrag auf Erteilung eines Antragsformulars)                                            | Mey                                                                 | 1979 | Frédérik Mey Volume 5 |
| Le Matin nouveau (frz. Version von Sommermorgen)                                                                              | Mey                                                                 | 1982 | Frédérik Mey Volume 6 |
| Le Météorologue (frz. Version von Der Meteorologe)                                                                            | Mey                                                                 | 1976 | Frédérik Mey Volume 4 |
| Le Politicien (frz. Version von Was kann schöner sein auf Erden, als Politiker zu werden)                                     | Mey                                                                 | 1974 | Frédérik Mey Volume 3 |
| Le Temps des cerises | Antoine Renard / Jean-Baptiste Clément                              | 2022 | Duett mit Hannes Wader auf dessen Album Noch hier – Was ich noch singen wollte                                                    |
| Le vieil ours (frz. Version von Der alte Bär ist tot)                                                                         | Mey                                                                 | 1974 | Frédérik Mey Volume 3 |
| Leb wohl, Adieu, gute Nacht                                                                                                   | Mey                                                                 | 1994 | immer weiter |
| Les Bulles de savon (frz. Version von Seifenblasen)                                                                           | Mey                                                                 | 1972 | Frédérik Mey Volume 2 |
| Les Lumières se sont éteintes (frz. Version von Die Zeit des Gauklers ist vorbei)                                             | Mey                                                                 | 1974 | Frédérik Mey Volume 3 |
| Les Pages de mon enfance (frz. Version von Beim Blättern in den Bildern meiner Kindheit)                                      | Mey                                                                 | 1982 | Frédérik Mey Volume 6 |
| Liebe ist alles | Mey                                                                 | 1998 | Flaschenpost |
| Lieber kleiner Silvestertag                                                                                                   | Mey                                                                 | 2013 | dann mach’s gut |
| Lied, auf dem Grund eines Bierglases gelesen, auch: Vor mir auf dem Tisch ein Krug voller Bier                                | Mey                                                                 | 1969 | Ankomme Freitag, den 13. |
| Lied für Klaus, siehe: Bruder Klaus                                                                                           | Mey                                                                 | 2011 | Auf Klaus Hoffmanns Album Mit Freunden                                                                                            |
| Lied zur Nacht | Mey                                                                 | 1969 | Ankomme Freitag, den 13. |
| Lilienthals Traum | Mey                                                                 | 1996 | Leuchtfeuer |
| Loch in der Kanne, auch bekannt als: Ein Loch ist im Eimer                                                                    | Volkslied aus dem 18. Jahrhundert                                   | 1986 | Duett mit Rainhard Fendrich in der Fernsehsendung Was wäre wenn (auf YouTube zu finden) Auch auf Fendrichs Album Raritäten (2001) |
| Lucky Laschinski | Mey                                                                 | 2016 | Mr. Lee |
| Lucky Luke - Sein größter Trick (La Ballade des Dalton)                                                                       | Claude Bolling / unbekannt, Heinrich Riethmüller (dt. Text)         | 1978 | Lucky Luke – Sein größter Trick (Deutscher Titelsong für die Synchronfassung des Zeichentrickfilms La Ballade des Dalton)         |
| Lulu | Mey                                                                 | 1988 | Balladen |
| Ma vie (Meine Zeit) | Klaus Hoffmann / Hoffmann, Mey (franz. Text)                        | 2015 | Lieder von Freunden |
| Mädchen in den Schänken, auch: Ballade der guten Lehre an die, die ein so schlechte Leben führen, bzw. Bist du ein Schwindler | Mey / François Villon, Martin Löpelmann (dt. Text)                  | 1966 | 25 00 30 Fred Kasulzke protestazki (EP)                                                                                           |
| Mädchen, wildes Mädchen (Femme aux yeux d’amour)                                                                              | Adamo / Adamo, Mey (dt. Text)                                       | 1972 | Gesungen von Adamo auf seinem Album Mein Name ist Adamo (Keine Aufnahme von Mey bekannt)                                          |
| Maikäfer fliege | Mey                                                                 | 1994 | immer weiter |
| Mairegen | Mey                                                                 | 2010 | Mairegen |
| Man kann nicht immer nur die Wahrheit sagen                                                                                   | Mey                                                                 | 2015 | dann mach’s gut (Live-Album) |
| Manchmal, da fallen mir Bilder ein                                                                                            | Mey / Louis Rey                                                     | 1969 | Ankomme Freitag, den 13. |
| Manchmal wünscht’ ich | Mey                                                                 | 1972 | Mein achtel Lorbeerblatt |
| Mann aus Alemannia | Mey                                                                 | 1974 | Mann aus Alemannia (Single) |
| Männer im Baumarkt | Mey                                                                 | 2009 | Danke, liebe gute Fee (Live-Album)                                                                                                |
| Maskerade | Mey                                                                 | 1971 | Ich bin aus jenem Holze |
| Mein achtel Lorbeerblatt | Mey                                                                 | 1972 | Mein achtel Lorbeerblatt |
| Mein Apfelbäumchen | Mey                                                                 | 1986 | Alleingang |
| Mein Berlin | Mey                                                                 | 1990 | Farben |
| Mein Dorf am Ende der Welt | Mey                                                                 | 1990 | Farben |
| Mein erstes graues Haar | Mey                                                                 | 1977 | Menschenjunges |
| Mein guter alter Balthasar | Mey                                                                 | 1975 | Ikarus |
| Mein Kanapee, auch: Das Canapé                                                                                                | Mey / unbekannter Autor                                             | 1966 | Die drei Musketiere (EP) |
| Mein Land | Mey                                                                 | 2002 | Rüm Hart |
| Mein roter Bär | Mey                                                                 | 1996 | Leuchtfeuer |
| Mein Testament | Mey                                                                 | 1974 | Wie vor Jahr und Tag |
| Meine Freundin, meine Frau | Mey                                                                 | 1994 | immer weiter |
| Meine Zeit | Klaus Hoffmann / Hoffmann                                           | 2012 | Duett mit Hoffmann auf dessen Album Berliner Sonntag                                                                              |
| Menschen, die Eis essen | Mey                                                                 | 2020 | Das Haus an der Ampel |
| Menschenjunges | Mey                                                                 | 1977 | Menschenjunges |
| Mes amis d’autrefois (frz. Version von Freundliche Gesichter)                                                                 | Mey                                                                 | 1982 | Frédérik Mey Volume 6 |
| Mes valises toujours à la main (frz. Version von Einen Koffer in jeder Hand)                                                  | Mey                                                                 | 1976 | Frédérik Mey Volume 4 |
| M(e)y English Song | Mey                                                                 | 1985 | Hergestellt in Berlin |
| Mijn testament (niederl. Version von Mein Testament)                                                                          | Mey / Mey, Mark (nl. Text)                                          | 1976 | Er zijn dagen… |
| Miserere mei | Mey                                                                 | 2024 | Nach Haus |
| Mon premier cheveu gris (frz. Version von Mein erstes graues Haar)                                                            | Mey                                                                 | 1979 | Frédérik Mey Volume 5 |
| Mon Testament (frz. Version von Mein Testament)                                                                               | Mey                                                                 | 1974 | Frédérik Mey Volume 3 |
| Mr. Lee | Mey                                                                 | 2016 | Mr. Lee |
| Müllmänner-Blues | Mey                                                                 | 1981 | Freundliche Gesichter |
| Musikanten sind in der Stadt                                                                                                  | Mey                                                                 | 1972 | Mein achtel Lorbeerblatt |
| Musikpolizei | Mey                                                                 | 2011 | Gib mir Musik! (Live-Album) |
| My Love Gave Me a Music Box (engl. Version von Das Lied von der Spieluhr)                                                     | Mey / Mey, Vic Smith (engl. Text)                                   | 1970 | One Vote for Tomorrow |
| N’Abend | Mey                                                                 | 2015 | dann mach’s gut (Live-Album) |
| Nachtflug | Mey                                                                 | 2010 | Mairegen |
| Nanga Parbat | Mey                                                                 | 2004 | Nanga Parbat |
| Nein, ich laß’ dich nicht allein                                                                                              | Mey                                                                 | 1996 | Leuchtfeuer |
| Nein, meine Söhne geb’ ich nicht                                                                                              | Mey                                                                 | 1986 | Alleingang (Neuaufnahme im September 2020)                                                                                        |
| Neulich in der Dessous-Abteilung                                                                                              | Mey                                                                 | 2002 | Rüm Hart |
| Neun… und vorbei | Mey                                                                 | 1972 | Die heiße Schlacht am kalten Büffet (Single)                                                                                      |
| Nicht in Nottingham (Not in Nottingham)                                                                                       | Roger Miller / Miller, Heinrich Riethmüller (dt. Text)              | 1973 | Robin Hood (1973) (Song für die Synchronfassung des gleichnamigen Disney-Zeichentrickfilms)                                       |
| Nichts ist für immer | Mey                                                                 | 2024 | Nach Haus |
| Nichts von alledem | Erich Virch / Virch                                                 | 2016 | Auf dem Wolfgang-Petry-Tributealbum Wolfgang Petry und Freunde – Die Jahre mit dir                                                |
| Noch einmal hab’ ich gelernt                                                                                                  | Mey                                                                 | 1970 | Aus meinem Tagebuch |
| Noch’n Lied | Mey                                                                 | 1998 | Flaschenpost |
| Non, je ne te laiss’rai pas (frz. Version von Nein, ich lass’ dich nicht allein)                                              | Mey                                                                 | 2005 | Frédérik Mey Volume 7 – Douce France                                                                                              |
| Nota bene | Georg Friedrich Händel / Mey                                        | 2024 | Nach Haus |
| Novemberlied | Mey / Walther Richter                                               | 1967 | Ich wollte wie Orpheus singen |
| Ohne dich | Mey                                                                 | 1996 | Leuchtfeuer |
| One Vote for Tomorrow (engl. Version von Heute noch)                                                                          | Mey / Mey, W. David Elliott (engl. Text)                            | 1970 | One Vote for Tomorrow |
| Oo-de-Lally | Roger Miller / Miller, Heinrich Riethmüller (dt. Text)              | 1973 | Robin Hood (1973) (Deutscher Titelsong für die Synchronfassung des gleichnamigen Disney-Zeichentrickfilms)                        |
| Paradies | Mey                                                                 | 2000 | Einhandsegler |
| Pardonne-moi (frz. Version von Verzeih)                                                                                       | Mey                                                                 | 2005 | Frédérik Mey Volume 7 – Douce France                                                                                              |
| Pause | Mey                                                                 | 1997 | Lebenszeichen (Live-Album) |
| Peter | Mey                                                                 | 1992 | Alles geht! |
| Petit camarade (frz. Version von Kleiner Kamerad)                                                                             | Mey                                                                 | 1982 | Frédérik Mey Volume 6 |
| Petit d’homme (frz. Version von Menschenjunges)                                                                               | Mey                                                                 | 1979 | Frédérik Mey Volume 5 |
| Platz für sie | Mey                                                                 | 1967 | Ich wollte wie Orpheus singen |
| Plus une seule seconde (frz. Version von Keine ruhige Minute)                                                                 | Mey                                                                 | 1982 | Frédérik Mey Volume 6 |
| Pöter | Mey                                                                 | 1996 | Leuchtfeuer |
| Poor Old Germany | Mey                                                                 | 1980 | Jahreszeiten |
| Pour un peu de tendresse, bei Brel: La Tendresse                                                                              | Jacques Brel / Brel                                                 | 2008 | Die Burg Waldeck Festivals 1964-1969, CD 1 (Compilation) (live aufgenommen 1964)                                                  |
| Que j’aime ma cuisine (frz. Version von Ich liebe meine Küche)                                                                | Mey                                                                 | 2005 | Frédérik Mey Volume 7 – Douce France                                                                                              |
| Que sont devenues les fleurs (Where Have All the Flowers Gone)                                                                | Pete Seeger / Seeger, Francis Lemarque & René Rouzaud (franz. Text) | 2015 | Lieder von Freunden |
| Questo tavolo non si vende | Mey                                                                 | 2024 | Nach Haus |
| Rencontre (frz. Version von Begegnung)                                                                                        | Hannes Wader / Wader, Mey (franz. Text)                             | 1968 | Frédérik Mey Volume 1 |
| Rotten Radish Skiffle Guys | Mey                                                                 | 2010 | Mairegen |
| Rouge ou noir | Mey / Walther Richter                                               | 1966 | Rouge ou noir (Single) |
| Rüm Hart | Mey                                                                 | 2002 | Rüm Hart |
| Rundfunkwerbung-Blues | Mey                                                                 | 1984 | Rundfunkwerbung-Blues (Single) |
| Sally | Fabrizio de André / Massimo Bubola                                  | 2013 | dann mach’s gut |
| Scarlet Ribbons (mit Victoria-Luise Mey)                                                                                      | Evelyn Danzig/ Jack Segal                                           | 2020 | Das Haus an der Ampel |
| Schade, daß du gehen mußt | Mey                                                                 | 1972 | Mein achtel Lorbeerblatt |
| Schenk mir diese Nacht | Klaus Hoffmann / Hoffmann                                           | 2000 | Duett mit Hoffmann Schenk mir diese Nacht (Single)                                                                                |
| Schlendern | Konstantin Wecker / Wecker                                          | 2024 | Nach Haus |
| Schraders Filmpalast | Mey                                                                 | 2007 | Bunter Hund |
| Schuttabladeplatz der Zeit | Mey                                                                 | 1966 | Die drei Musketiere (EP) |
| Schutzengerl | Christian Kolonovits & Ludwig Hirsch / Hirsch                       | 2015 | Lieder von Freunden |
| Schwere Wetter | Mey                                                                 | 2002 | Rüm Hart |
| Sei wachsam | Mey                                                                 | 1996 | Leuchtfeuer |
| Seifenblasen | Mey                                                                 | 1971 | Ich bin aus jenem Holze |
| Selig sind die Verrückten | Mey                                                                 | 1994 | immer weiter |
| Sept heures et demie (frz. Version von Viertel vor Sieben)                                                                    | Mey                                                                 | 2005 | Frédérik Mey Volume 7 – Douce France                                                                                              |
| Serafina | Mey                                                                 | 2000 | Einhandsegler |
| Seuls (frz. Version von Allein)                                                                                               | Mey                                                                 | 2005 | Frédérik Mey Volume 7 – Douce France                                                                                              |
| Sie ist zu mir zurückgekommen                                                                                                 | Mey                                                                 | 1971 | Ich bin aus jenem Holze |
| So lange schon | Mey                                                                 | 2016 | Mr. Lee |
| So trolln wir uns ganz fromm und sacht                                                                                        | Carl Michael Bellmann / Bellmann, Carl Zuckmayer (dt. Text)         | 1996 | Mit Klaus Hoffmann und Hannes Wader Auf Hannes Waders Album Liebe, Schnaps, Tod – Wader singt Bellman                             |
| So viele Sommer | Mey                                                                 | 2016 | Mr. Lee |
| … solang’ ich denken kann | Mey                                                                 | 1981 | Freundliche Gesichter |
| Sommer | Mey                                                                 | 1981 | Freundliche Gesichter |
| Sommer 52 | Mey                                                                 | 2007 | Bunter Hund |
| Sommerende | Mey                                                                 | 2004 | Nanga Parbat |
| Sommermorgen | Mey                                                                 | 1980 | Jahreszeiten |
| Soms zou ik mijn hond willen zijn (niederl. Version von Es gibt Tage, da wünscht’ ich, ich wär’ mein Hund)                    | Mey / Mey, Mark (nl. Text)                                          | 1976 | Er zijn dagen… |
| Son sourire (frz. Version von Ihr Lächeln war wie ein Sommeranfang)                                                           | Mey                                                                 | 1979 | Frédérik Mey Volume 5 |
| Song of a Small Girl (engl. Version von Das Lied vom kleinen Mädchen)                                                         | Hannes Wader / Wader, Vic Smith (engl. Text)                        | 1970 | One Vote for Tomorrow |
| Songez que maintenant | Mey                                                                 | 1968 | Frédérik Mey Volume 1 (Eines der wenigen Lieder Meys, von dem es nur eine französische Fassung gibt)                              |
| Sonntagabend auf Rhein-Main                                                                                                   | Mey                                                                 | 1986 | Alleingang |
| Souviens-toi, Étienne (frz. Version von Weißt du noch, Étienne)                                                               | Mey                                                                 | 2005 | Frédérik Mey Volume 7 – Douce France                                                                                              |
| Spangen und Schleifen und Bänder                                                                                              | Mey                                                                 | 2013 | dann mach’s gut |
| Spider Man | Mey                                                                 | 2004 | Nanga Parbat |
| Spielmann | Mey                                                                 | 2013 | dann mach’s gut |
| Spring auf den blanken Stein                                                                                                  | Mey                                                                 | 2010 | Mairegen |
| Springtime in the City (engl. Version von Frühling in der Großstadt)                                                          | Udo Unger / Walther Richter, W. David Elliott (engl. Text)          | 1970 | One Vote for Tomorrow |
| Station Schiedam (niederl. Version von Hauptbahnhof Hamm)                                                                     | Mey / Mey, T. Crousaz (nl. Text)                                    | 1976 | Er zijn dagen… |
| Sternblauer Trenchcoat (Famous Blue Raincoat)                                                                                 | Leonard Cohen / Cohen, Misha Schoeneberg (dt. Text)                 | 2014 | Auf dem Leonard-Cohen-Tributealbum Poem: Leonard Cohen in deutscher Sprache (2014)                                                |
| Susann | Toni Vescoli / Vescoli, Mey (hochdt. Text)                          | 1974 | Wie vor Jahr und Tag |
| Suzanne (frz. Version von Susann)                                                                                             | Toni Vescoli / Vescoli, Mey (franz. Text)                           | 1974 | Frédérik Mey Volume 3 |
| Sven | Mey                                                                 | 2004 | Nanga Parbat |
| The Book of Love | Stephin Merritt / Merritt                                           | 2015 | Lieder von Freunden |
| The Gamble (engl. Version von Rouge ou noir)                                                                                  | Mey / Walther Richter, W. David Elliott (engl. Text)                | 1970 | One Vote for Tomorrow |
| The Sad Clown and the Newspaper (engl. Version von Das Lied von der Zeitung)                                                  | Mey / Walther Richter, W. David Elliott (engl. Text)                | 1970 | One Vote for Tomorrow |
| The Song Maker | Matthew Pearn / Pearn                                               | 2023 | In Wien – The Song Maker als Bonus-Track, gesungen von Meys Schwiegersohn M. Pearn                                                |
| The Whistler (engl. Version von Die Ballade vom Pfeifer)                                                                      | Mey / Mey, Peter Rainford (engl. Text)                              | 1970 | One Vote for Tomorrow |
| Tiergarten | Mey                                                                 | 2013 | dann mach’s gut |
| Tierpolizei | Mey                                                                 | 1996 | Leuchtfeuer |
| Tous les as (frz. Version von All’ die sturmfesten Himmelhunde)                                                               | Mey                                                                 | 1982 | Frédérik Mey Volume 6 |
| Tous mes chemins (frz. Version von All’ meine Wege)                                                                           | Mey                                                                 | 1979 | Frédérik Mey Volume 5 |
| Tout est bien (frz. Version von Alles ist gut)                                                                                | Mey                                                                 | 1979 | Frédérik Mey Volume 5 |
| Tout est o.k. à Guantánamo Bay (frz. Version von Alles O.K. in Guantanamo Bay)                                                | Mey                                                                 | 2005 | Frédérik Mey Volume 7 – Douce France                                                                                              |
| Trianon 57, ivoire (frz. Version von 51er Kapitän)                                                                            | Mey                                                                 | 2005 | Frédérik Mey Volume 7 – Douce France                                                                                              |
| Trilogie auf Frau Pohl, siehe: Frau Pohl                                                                                      | Mey                                                                 | 1966 | 25 00 30 Fred Kasulzke protestazki (EP)                                                                                           |
| Tyrannie (frz. Version von In Tyrannis)                                                                                       | Mey                                                                 | 1972 | Frédérik Mey Volume 2 |
| Über den Wolken | Mey                                                                 | 1974 | Mann aus Alemannia (Single) |
| Uit mijn dagboek (niederl. Version von Aus meinem Tagebuch)                                                                   | Mey / Mey, Karel H. Hille (nl. Text)                                | 1975 | Als de dag van toen |
| Un dimanche chez Renoir (frz. Version von Sommer)                                                                             | Mey                                                                 | 1982 | Frédérik Mey Volume 6 |
| Un jour, un mois, un an | Mey                                                                 | 1968 | Frédérik Mey Volume 1 (Eines der wenigen Lieder Meys, von dem es nur eine französische Fassung gibt)                              |
| Und der Wind geht allezeit über das Land                                                                                      | Mey                                                                 | 1985 | Hergestellt in Berlin |
| Und du sagst dir, die Zeit heilt alle Wunden                                                                                  | Mey                                                                 | 1971 | Gesungen von Joana auf ihrem Album Für dich, du heile Welt (Keine Aufnahme von Mey bekannt)                                       |
| Und für mein Mädchen | Mey                                                                 | 1967 | Ich wollte wie Orpheus singen |
| Und in der Uckermark | Mey                                                                 | 2018 | Mr. Lee Live |
| Und nun fängt alles das noch mal von vorne an                                                                                 | Mey                                                                 | 1985 | Hergestellt in Berlin |
| … und schlag’ die Tür hinter mir zu                                                                                           | Mey                                                                 | 1985 | Hergestellt in Berlin |
| … und tschüs! | Mey                                                                 | 1994 | immer weiter |
| Une cruche en pierre | Mey                                                                 | 1968 | Frédérik Mey Volume 1 (Diese Version ist das Original. Die deutsche Fassung Ein Krug aus Stein ist eine Übertragung)              |
| Unterwegs | Mey                                                                 | 1980 | Jahreszeiten |
| Vater und Sohn | Mey                                                                 | 2013 | dann mach’s gut |
| Vaters Mantel | Mey                                                                 | 2013 | dann mach’s gut |
| Vaters Nachtlied | Mey                                                                 | 1980 | Jahreszeiten |
| Vergeef mij als je kunt (niederl. Version von Es bleibt eine Narbe zurück)                                                    | Mey / Mey, Karel H. Hille (nl. Text)                                | 1976 | Er zijn dagen… |
| Verkehrslagebericht | Mey                                                                 | 1983 | Die Zwölfte |
| Vernunft breitet sich aus über die Bundesrepublik Deutschland                                                                 | Mey                                                                 | 1994 | immer weiter |
| Verschollen | Mey                                                                 | 2024 | Nach Haus |
| Vertreterbesuch | Mey                                                                 | 1966 | 25 00 30 Fred Kasulzke protestazki (EP)                                                                                           |
| Verzeih | Mey                                                                 | 1998 | Flaschenpost |
| Vielleicht werd’ ich doch langsam alt                                                                                         | Mey                                                                 | 1985 | Hergestellt in Berlin |
| Viertel vor Sieben | Mey                                                                 | 1998 | Flaschenpost |
| Voilà les musiciens (frz. Version von Musikanten sind in der Stadt)                                                           | Mey                                                                 | 1974 | Frédérik Mey Volume 3 |
| Von heiligen Kriegen | Mey / Walther Richter                                               | 1967 | Ich wollte wie Orpheus singen |
| Von Kammerjägern, Klarsichthüllen, von dir und von mir                                                                        | Mey                                                                 | 1979 | Keine ruhige Minute |
| Von Luftschlössern, die zerbrochen sind                                                                                       | Mey                                                                 | 1979 | Keine ruhige Minute |
| Vor mir auf dem Tisch ein Krug voller Bier, siehe: Lied, auf dem Grund eines Bierglases gelesen                               | Mey                                                                 | 1969 | Ankomme Freitag, den 13. |
| Wahlsonntag | Mey                                                                 | 1990 | Farben |
| Warten | Mey                                                                 | 1969 | Ankomme Freitag, den 13. |
| Warum passiert immer nur alles mir                                                                                            | Mey                                                                 | 2001 | Solo – Die Einhandsegler Tournee (Live-Album)                                                                                     |
| Was in der Zeitung steht | Mey                                                                 | 1983 | Die Zwölfte |
| Was kann schöner sein auf Erden als Politiker zu werden                                                                       | Mey                                                                 | 1974 | Wie vor Jahr und Tag |
| Was keiner wagt | Konstantin Wecker / Lothar Zenetti                                  | 2010 | Mairegen |
| Was weiß ich schon von dir | Mey                                                                 | 1979 | Keine ruhige Minute |
| Was will ich mehr | Mey                                                                 | 2020 | Das Haus an der Ampel |
| Weil ich ein Meteorologe bin                                                                                                  | Mey                                                                 | 1975 | Ikarus |
| Weißt du noch, Étienne | Mey                                                                 | 2002 | Rüm Hart |
| Welch ein Geschenk ist ein Lied                                                                                               | Mey                                                                 | 1981 | Freundliche Gesichter |
| Welch ein glücklicher Mann | Mey                                                                 | 1988 | Balladen |
| Wem Gott die rechte Gunst erweisen will                                                                                       | Mey                                                                 | 1977 | Menschenjunges |
| Wenn du bei mir bist | Mey                                                                 | 2013 | dann mach’s gut |
| Wenn du wiederkommst (Quand tu reviendras)                                                                                    | Adamo / Adamo, Mey (dt. Text)                                       | 1974 | Gesungen von Adamo auf seinem Album Seiltanz - Kieselsteine 2 (Keine Aufnahme von Mey bekannt)                                    |
| Wenn Hannah lacht | Mey                                                                 | 2016 | Mr. Lee |
| Wenn ich betrunken bin | Mey                                                                 | 2000 | Einhandsegler |
| Wenn schon Musik | Mey                                                                 | 2013 | dann mach’s gut |
| Wenningstedt Mitte | Mey                                                                 | 2016 | Mr. Lee |
| Wenn’s Wackersteine auf dich regnet                                                                                           | Mey                                                                 | 2016 | Mr. Lee |
| What a Lucky Man You Are | Mey                                                                 | 1998 | Flaschenpost |
| What a Lucky Man You Are (franz. Version)                                                                                     | Mey                                                                 | 2005 | Frédérik Mey Volume 7 – Douce France                                                                                              |
| When (engl. Version von Auf meinem Tisch ein weißer Bogen)                                                                    | Udo Jürgens / Mey, John Bromley (engl. Text)                        | 1973 | Gesungen von Jürgens auf seinem Album Udo International 2 (Keine Aufnahme von Mey bekannt)                                        |
| Where Does the Time Disappear (engl. Version von Wirklich schon wieder ein Jahr)                                              | Mey / Mey, W. David Elliott (engl. Text)                            | 1970 | One Vote for Tomorrow |
| Wie ein Baum, den man fällt                                                                                                   | Mey                                                                 | 1974 | Wie vor Jahr und Tag |
| Wiegenlied | Mey                                                                 | 2020 | Das Haus an der Ampel |
| Wie vor Jahr und Tag | Mey                                                                 | 1974 | Wie vor Jahr und Tag |
| Willkommen an Bord | Mey                                                                 | 1994 | immer weiter |
| Willst du dein Herz mir schenken                                                                                              | Johann Sebastian Bach / unbekannter Autor                           | 1998 | Die 12 Weihnachtstage (Single) |
| Wir | Mey                                                                 | 1990 | Farben |
| Wir haben jedem Kind ein Haus gegeben                                                                                         | Mey                                                                 | 2020 | Das Haus an der Ampel |
| Wir sind alle lauter arme kleine Würstchen                                                                                    | Mey                                                                 | 1980 | Jahreszeiten |
| Wir sind eins | Mey                                                                 | 2010 | Mairegen |
| Wirklich schon wieder ein Jahr                                                                                                | Mey                                                                 | 1970 | Aus meinem Tagebuch |
| Wölfe mitten im Mai | Franz Josef Degenhardt / Degenhardt                                 | 2015 | Lieder von Freunden |
| Wolle | Mey                                                                 | 2013 | dann mach’s gut |
| Wotan und Wolf | Mey                                                                 | 2007 | Bunter Hund |
| Zauberland | Rio Reiser / Misha Schoeneberg                                      | 2015 | Lieder von Freunden |
| Zeit zu leben | Klaus Hoffmann / Hoffmann                                           | 2016 | Mr. Lee |
| Zeugnistag | Mey                                                                 | 1979 | Keine ruhige Minute |
| Zimmer mit Aussicht | Mey                                                                 | 2020 | Das Haus an der Ampel |
| Zu deinem dritten Geburtstag                                                                                                  | Mey                                                                 | 1985 | Hergestellt in Berlin |
| Zwei Hühner auf dem Weg nach Vorgestern                                                                                       | Mey                                                                 | 1973 | Aber deine Ruhe findest du trotz alledem nicht mehr (Single)                                                                      |
| Zwei Musketiere (mit Hannes Wader)                                                                                            | Hannes Wader / Mey                                                  | 2024 | Nach Haus |
| Zwischen allen Stühlen | Mey                                                                 | 1990 | Farben |
| Zwischen Kiez und Ku’damm | Mey                                                                 | 1975 | Ikarus |
| Zwischen Kontrollpunkt Drewitz und der Brücke von Dreilinden                                                                  | Mey                                                                 | 2024 | Nach Haus |